# Гілбертсвілл (Нью-Йорк)
Гілбертсвілл (англ. Gilbertsville) — селище (англ. village) в США, в окрузі Отсего штату Нью-Йорк. Населення — 308 осіб (2020).

## Географія
Гілбертсвілл розташований за координатами 42°28′10″ пн. ш. 75°19′21″ зх. д. / 42.46944° пн. ш. 75.32250° зх. д. (42.469331, -75.322609).  За даними Бюро перепису населення США в 2010 році селище мало площу 2,60 км², уся площа — суходіл.

## Демографія
Згідно з переписом 2010 року, у селищі мешкало 399 осіб у 176 домогосподарствах у складі 113 родин. Густота населення становила 154 особи/км².  Було 207 помешкань (80/км²).
Расовий склад населення:
| - 98,5 % — білих - 0,5 % — чорних або афроамериканців - 0,3 % — корінних американців - 0,3 % — азіатів |

До двох чи більше рас належало 0,5 %. Частка іспаномовних становила 1,0 % від усіх жителів.
За віковим діапазоном населення розподілялося таким чином: 21,1 % — особи молодші 18 років, 52,1 % — особи у віці 18—64 років, 26,8 % — особи у віці 65 років та старші. Медіана віку мешканця становила 49,9 року. На 100 осіб жіночої статі у селищі припадало 70,5 чоловіків;  на 100 жінок у віці від 18 років та старших — 72,1 чоловіків також старших 18 років.
Середній дохід на одне домашнє господарство  становив 66 010 доларів США (медіана — 43 281), а середній дохід на одну сім'ю — 77 113 долари (медіана — 58 750). За межею бідності перебувало 17,5 % осіб, у тому числі 38,2 % дітей у віці до 18 років та 2,0 % осіб у віці 65 років та старших.
Цивільне працевлаштоване населення становило 154 особи. Основні галузі зайнятості: освіта, охорона здоров'я та соціальна допомога — 32,5 %, роздрібна торгівля — 16,2 %, виробництво — 11,0 %, публічна адміністрація — 10,4 %.